# Вайт-Плейнс (Нью-Йорк)
Вайт-Плейнс (англ. White Plains) — місто (англ. city) в США, адміністративний центр округу Вестчестер штату Нью-Йорк. Населення — 59 559 осіб (2020). Місто розташоване на північ від Нью-Йорка, за 6 км на схід від річки Гудзон і за 4 км на північний захід протоки Лонг-Айленд. Загальне число жителів разом з приїжджими працівниками та гостями міста може досягати 250 000 осіб.
Клімат — вологий континентальний.

## Географія
Вайт-Плейнс розташований за координатами 41°1′31″ пн. ш. 73°45′8″ зх. д. / 41.02528° пн. ш. 73.75222° зх. д. (41.025336, -73.752137). За даними Бюро перепису населення США в 2010 році місто мало площу 25,60 км², з яких 25,30 км² — суходіл та 0,30 км² — водойми.

### Клімат
| Клімат : Вайт-Плейнс    | Клімат : Вайт-Плейнс | Клімат : Вайт-Плейнс | Клімат : Вайт-Плейнс | Клімат : Вайт-Плейнс | Клімат : Вайт-Плейнс | Клімат : Вайт-Плейнс | Клімат : Вайт-Плейнс | Клімат : Вайт-Плейнс | Клімат : Вайт-Плейнс | Клімат : Вайт-Плейнс | Клімат : Вайт-Плейнс | Клімат : Вайт-Плейнс | Клімат : Вайт-Плейнс |
| Показник                | Січ.                 | Лют.                 | Бер.                 | Квіт.                | Трав.                | Черв.                | Лип.                 | Серп.                | Вер.                 | Жовт.                | Лист.                | Груд.                | Рік                  |
| Абсолютний максимум, °C | 22,2                 | 26,7                 | 30,6                 | 33,9                 | 36,7                 | 39,4                 | 40,6                 | 38,9                 | 37,8                 | 32,2                 | 25,6                 | 23,9                 | 40,6                 |
| Середній максимум, °C   | 2,9                  | 4,4                  | 10,3                 | 16,5                 | 22,8                 | 25,9                 | 28,3                 | 27,5                 | 24,3                 | 18,3                 | 11,3                 | 5,7                  | 16,6                 |
| Середній мінімум, °C    | −2,7                 | −1,8                 | 4,1                  | 8,4                  | 15,7                 | 19,6                 | 21,2                 | 19,6                 | 17,1                 | 10,1                 | 3,9                  | −0,2                 | 9,6                  |
| Абсолютний мінімум, °C  | −19,4                | −17,8                | −11,1                | −3,3                 | 2,8                  | 7,2                  | 10,0                 | 8,3                  | 2,2                  | −1,1                 | −7,2                 | −13,9                | −19,4                |
| Норма опадів, мм        | 133                  | 128                  | 136                  | 121                  | 71                   | 58                   | 56                   | 111                  | 120                  | 103                  | 131                  | 141                  | 1309                 |
| Днів з опадами          | 14,2                 | 13,2                 | 15,0                 | 10,3                 | 6,7                  | 5,7                  | 5,3                  | 9,2                  | 11,6                 | 10,4                 | 13,8                 | 15,7                 | 115,7                |
| Днів зі снігом          | 3,2                  | 2,5                  | 1,8                  | 0                    | 0                    | 0                    | 0                    | 0                    | 0                    | 0                    | 0,5                  | 2,1                  | 10,1                 |
| ----------------------- | -------------------- | -------------------- | -------------------- | -------------------- | -------------------- | -------------------- | -------------------- | -------------------- | -------------------- | -------------------- | -------------------- | -------------------- | -------------------- |
| Джерело: NOAA           |                      |                      |                      |                      |                      |                      |                      |                      |                      |                      |                      |                      |                      |

## Демографія
Згідно з переписом 2010 року, у місті мешкали 56 853 особи в 22 910 домогосподарствах у складі 13 310 родин. Густота населення становила 2221 особа/км². Було 24382 помешкання (952/км²).
Расовий склад населення:
| - 63,6 % — білих - 14,2 % — чорних або афроамериканців - 6,4 % — азіатів - 0,7 % — корінних американців - 11,1 % — осіб інших рас |

До двох чи більше рас належало 3,9 %. Частка іспаномовних становила 29,6 % від усіх жителів.
За віковим діапазоном населення розподілялося таким чином: 20,2 % — особи молодші 18 років, 64,5 % — особи у віці 18—64 років, 15,3 % — особи у віці 65 років та старші. Медіана віку мешканця становила 39,2 року. На 100 осіб жіночої статі у місті припадало 92,7 чоловіків; на 100 жінок у віці від 18 років та старших — 90,7 чоловіків також старших 18 років.
Середній дохід на одне домашнє господарство становив 117 392 долари США (медіана — 80 442), а середній дохід на одну сім'ю — 140 955 доларів (медіана — 102 512). Медіана доходів становила 60 824 долари для чоловіків та 55 044 долари для жінок. За межею бідності перебувало 12,2 % осіб, у тому числі 19,9 % дітей у віці до 18 років та 8,4 % осіб у віці 65 років та старших.
Цивільне працевлаштоване населення становило 30 164 особи. Основні галузі зайнятості: освіта, охорона здоров'я та соціальна допомога — 24,1 %, науковці, спеціалісти, менеджери — 17,6 %, мистецтво, розваги та відпочинок — 10,3 %, фінанси, страхування та нерухомість — 10,1 %.

## Відомі особистості
У поселенні помер:
- Едмунд Грісен (1876—1949) — американський художник.

## Місто-побратим
Чернігів, Україна